# Rhadinosaurus
Rhadinosaurus alcimus
Genre
Espèce
Rhadinosaurus (signifiant "lézard élancé") est un genre éteint de dinosaures ankylosaures Nodosauridae décrit pour la première fois en 1881 par Harry Govier Seeley, basé sur des restes découverts en Autriche entre 1859 et 1870 par Edward Suess et Pawlowitsch. C'était un herbivore qui vivait il y a environ 84,9 à 70,6 millions d'années (pendant la période du Crétacé supérieur ). L'espèce type (et unique espèce) est Rhadinosaurus alcimus.
Selon Paleobiology Database, Rhadinosaurus est un nomen dubium de Ankylosauria Osborn 1923.

## Fossiles
L'hypodigme de Rhadinosaurus (holotype) se compose d'un fragment de tibia, d'un fragment de membre, de deux fibulas et de deux vertèbres dorsales. Les fibulas (PIUW 2349/34), qui sont clairement « ankylosauriennes », ont été identifiées à l'origine comme des fémurs dans la description originale, mais ont finalement été redéfinies dans une revue de 2001 sur les spécimens d'ankylosaures de la formation de Grünbach. Sachs et Hornung (2006) ont identifié l'un des os huméraux putatifs (PIUW 2348/35) comme un fragment tibial d'un dinosaure ornithopode Rhabdodontidae, le rattachant à Zalmoxes sp.

## Taxonomie
Rhadinosaurus a été initialement classé comme un dinosaure de position incertaine, et plus tard considéré comme un Ornithosuchidae ainsi qu'un synonyme possible de Doratodon jusqu'à ce que Franz Baron introduise la théorie désormais populaire qui le classe comme un synonyme probable de Struthiosaurus,,,,. PBDB le considère comme nomen dubium.